# Steinkühlerpause
Die Steinkühlerpause ist eine Tarifregelung zu Bedürfnis- und Erholpausen für Bandarbeiter. Sie ist benannt nach dem damaligen Verhandlungsführer Franz Steinkühler der IG Metall in Baden-Württemberg.

## Tarifvertragliche Regelung
Die Steinkühlerpause ist Teil verschiedener Regelungen zur Humanisierung der Arbeitswelt, die im „Lohnrahmentarifvertrag II“ vom 20. Oktober 1973 vereinbart sind:
- Akkordarbeitern steht demnach eine zusätzliche Erholungspause von 5 Minuten je Arbeitsstunde zu (Steinkühlerpause).
- Zudem haben sie Anspruch auf mindestens 3 Minuten Zeit für persönliche Bedürfnisse pro Arbeitsstunde (Pinkelpause).
- Weitere Regelungen betreffen erweiterte Mitbestimmungsrechte des Betriebsrats bei der Gruppen-, Fließband- und Taktarbeit mit dem Ziel, Arbeitsverdichtung zu verringern und eintönige Arbeit zu vermeiden.

Die Tarifregelungen wurden in der Metall-Tarifrunde 1973 in Baden-Württemberg von den Beschäftigten nach einem dreiwöchigen Streik durchgesetzt. Die Vereinbarung gilt daher nur in der Metall-Industrie in Baden-Württemberg. In anderen Teilen Deutschlands gibt es teilweise vergleichbare Regelungen.
Bei den Tarifverhandlungen 1996 in Baden-Württemberg wurde diese Pause auf Akkordarbeiter am Fließband beschränkt.